# Армия инков
А́рмия и́нков считалась сильнейшей армией региона, включавшей десятки тысяч воинов, самое совершенное на тот момент оружие и использующей превосходную тактику ведения боя в различных условиях. Инки не привыкли обороняться: вся история Тауантинсуйу представляет собой серию военных походов, направленных на расширение владений и приобретение новых богатств. Именно поэтому искусство атаки и осады, оружие наступления и соответствующие тактические приёмы развивались в этом направлении.

## Войско
Всё войско Тауантинсуйу делилось на две части: первая — это военная элита Империи, самые отборные солдаты, составлявшие личную армию Инки; вторая — основной состав, мобилизуемый из населения на время военных походов. Мобилизация касалась всех лиц мужского пола в возрасте 25—50 лет. Основная часть армии, набранная в Куско, пополнялась во время походов за счёт уже покорённых народов, которые обязывались поставлять своих людей. Так армия инков разрасталась до нескольких десятков и даже сотен тысяч человек.
Аука руна (солдаты) начинали свою военную подготовку ещё в детском возрасте, приобретая навыки владения оружием и рукопашного боя. После восемнадцати лет молодые воины служили оруженосцами, а уже затем, доказав свою пригодность к войне, становились настоящими воинами.
Подразделение многотысячной армии производилось, во-первых, по виду войск, во-вторых, по количеству. Первый вариант деления был актуален во время военных действий, когда в бой поочерёдно вступали те или иные отряды. Второй — основной — был естественным способом разделить массу людей по небольшим группам, которыми легко управлять. Это деление, сходное с делением армии в Римской империи на легионы, когорты и далее, давало инкам большое преимущество в войне против своих менее организованных соперников. Кроме того, в армии существовала строжайшая дисциплина, нарушение которой каралось смертью на месте. Поддержанием боевого духа армии занимались музыканты, которые, как и собственно солдаты, шли в атаку с инструментами в руках без права отступить. Часто музыка играла решающую роль, так как её грохот вызывал ужас у противника, а вид инструментов, часто выполненных из человеческих костей и кожи, подавлял их моральный дух.

## Тактика
Тактика инков была достаточно продуманной и тонкой. Часто инкская армия целые города брала хитростью. Работала хорошо поставленная разведка, которая оперативно доставляла Инке всю информацию из вражеского лагеря. На высочайшем уровне стояла собственно тактика ведения боя.
Перед тем, как напасть на противника, инки тщательно планировали наступление. Перед войной в город, подлежащий захвату, направлялись послы, которые предлагали сдаться без боя. Если после трёх таких предложений город отказывался сдаться, начиналась осада. Послы, помимо своей дипломатической миссии, также играли роль разведчиков, находя в стенах города своих союзников.
Осада всегда начиналась с того, что инки предупреждали своих противников о войне, но при этом, не теряя времени, подходили к стенам вражеского города, не давая возможности сформировать в скалах партизанские отряды. Также инки планировали осаду перед уборкой урожая, так как это бы позволило оставить без провианта осаждённых.
Во время открытых схваток инки умело использовали психологический момент. Наступление происходило массово, то есть большими ордами (всей силой). При приближении они начинали неистово кричать, внушая страх противнику. Даже если это не срабатывало, инки всё равно нападали на полки, применяя множество обманных тактик с засадными полками, проникновением в тыл через окружение либо другими известными им способами. Как правило, первыми в бой вступали лучники, которые наносили противнику существенный урон на безопасном для себя расстоянии. В близком бою использовали пращи и болеадоры. Наконец, во время непосредственно схватки шла тяжёлая пехота с копьями или лассо и щитами. В качестве ловушек в горных районах инки умело использовали условия местности — например, устраивали каменные обвалы.